# Siebenrockiella
Siebenrockiella Lindholm, 1929 è un genere della famiglia dei Geoemididi. Le tartarughe ad esso ascritte sono originarie di Cambogia, Indonesia (Giava, Sumatra e Kalimantan), Laos, Malesia Orientale e occidentale, Myanmar, Singapore, Filippine (Palawan), Thailandia e Vietnam.

## Tassonomia
Comprende le seguenti specie:
- Siebenrockiella crassicollis (Gray, 1831) - tartaruga delle paludi nera
- Siebenrockiella leytensis (Taylor, 1920) - tartaruga di foresta di Palawan